# John Witherspoon (Schauspieler)

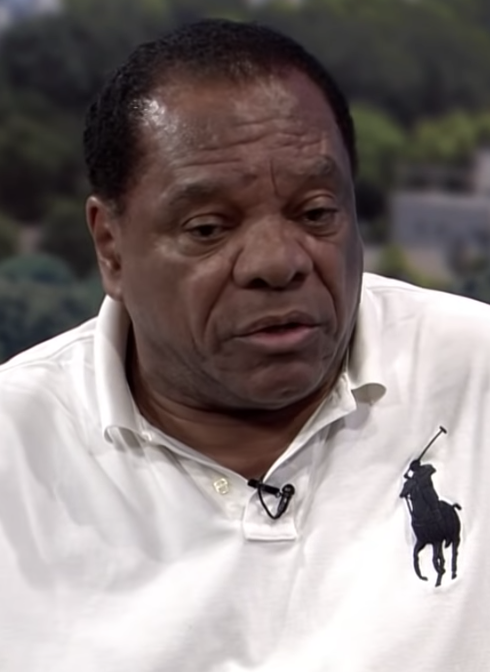
John Witherspoon, 2019

John Witherspoon (* 27. Januar 1942  als John Weatherspoon in Detroit; † 29. Oktober 2019 in Los Angeles) war ein US-amerikanischer Schauspieler.

## Leben und Karriere
John Witherspoon begann seine Showkarriere als Fotomodell für verschiedene Kaufhauskataloge. Er hat seine Karriere als Stand-up-Comedian mit zumeist komödiantisch angelegten Rollen in Film und Fernsehen kombiniert. Ab Ende der 1970er Jahre war er an mehr als 80 Film- und Fernsehproduktionen beteiligt und auch unter den Namen Johnny Witherspoon und Detroit John bekannt.
Bekannt wurde er für seine Rollen in den Kinofilmen Hollywood Shuffle (1987), Boomerang (1992) und Friday (1995) sowie der WB-Sitcom The Wayans Bros. aus den 1990er-Jahren.  Für seine Rolle in der Comedyserie The Tracy Morgan Show wurde Witherspoon 2004 für den BET Comedy Award nominiert. In Nebenrollen wirkte er in einigen Kinokomödien von Eddie Murphy mit. Zudem lieh er der Figur Robert Freeman im Original der animierten Fernsehserie The Boondocks (2005 bis 2014) seine Stimme. Von 2014 bis zu seinem Tod stand er regelmäßig für die Comedyserie Black Jesus vor der Kamera.
David Letterman ist der Patenonkel seines Sohnes John David. Sein älterer Bruder William Weatherspoon (1936–2005) war Musiker und schrieb den Motown-Hit What Becomes of the Brokenhearted für Jimmy Ruffin. Er war der Cousin von Lamont Dozier.

## Filmografie (Auswahl)
- 1977: The Richard Pryor Show (Fernsehserie, zwei Folgen)
- 1978: Der unglaubliche Hulk (The Incredible Hulk; Fernsehserie, eine Folge)
- 1979: Barnaby Jones (Fernsehserie, eine Folge)
- 1980: Der Jazz-Sänger (The Jazz Singer)
- 1982: Polizeirevier Hill Street (Hill Street Blues; Fernsehserie, eine Folge)
- 1987: Hollywood Shuffle
- 1988: Bird
- 1988: Ghettobusters (I’m Gonna Git You Sucka)
- 1990: House Party
- 1990: Die Killertomaten schlagen zurück (Killer Tomatoes Strike Back!)
- 1992: Boomerang
- 1993: Meteor Man (The Meteor Man)
- 1993: Crazy Instinct (Fatal Instinct)
- 1994: Der Prinz von Bel-Air (The Fresh Prince of Bel-Air; Fernsehserie, eine Folge)
- 1995: Vampire in Brooklyn (Wes Craven’s Vampire In Brooklyn)
- 1995: Friday
- 1995–1999: The Wayans Bros. (Fernsehserie, 101 Folgen)
- 1998: Bulworth
- 1998: Abgefahren (Ride)
- 2000: Little Nicky – Satan Junior (Little Nicky)
- 2000: Next Friday
- 2000: The Ladies Man
- 2001: Dr. Dolittle 2 (Sprechrolle)
- 2002: Friday After Next
- 2003–2004: The Tracy Morgan Show (Fernsehserie, 18 Folgen)
- 2004: Soul Plane
- 2005–2014: The Boondocks (Fernsehserie, 55 Folgen, Sprechrolle)
- 2006: Little Man
- 2007: Sexgeflüster (After Sex)
- 2012: Noch tausend Worte (A Thousand Words)
- 2012–2015: The First Family (Fernsehserie, 28 Folgen)
- 2014: Anger Management (Fernsehserie, Folge 02x66)
- 2014–2019: Black Jesus (Fernsehserie, 31 Folgen)
- 2016: Black-ish (Fernsehserie, zwei Folgen)